# Џон Манч
Џон Манч је измишљени лик који је тумачио глумац Ричард Белзер. Манч се први пут појавио у америчкој криминалистичкој телевизијској серији Одељење за убиства: Живот на улици на НБЦ-у. Главни лик читаве серије од 1993. до 1999. године, Манч је цинични детектив у Одељења за убиства при полицијској служби у Балтимору и чврсто верује у теорије завере. Првобитно му је ортак био детектив Стенли Боландер (Нед Бити). Манч је заснован на Џеју Лендсмену, централној фигури у књизи о истинитом злочину Дејвида Сајмона из 1991. Убиства: Година убиства на улицама.
Након укидња Убистава 1999. године, Белзеру је понуђена главна улога Манча у огранку серије Ред и закон Ред и закон: Одељење за специјалне жртве. Појављивао се у првих петнаест сезона те серије од 1999. до 2014. године, а потом повремено и као гост. У ОСЖ-у, Манч постаје старији детектив Одељења за специјалне жртве њујоршке полиције, а прво му је ортак Брајан Кесиди (Дин Винтерс), а затим Моник Џефрис (Мишел Хрд) па Фин Тутуола (Ајс Ти). На почетку девете сезоне, Манч је унапређен у чин наредника и повремено преузима надзорне функције унутар одељења. У четрнаестој сезони, Манч је привремено распоређен у Одељење за хладне случајеве пошто је решио случај отмице детета стар децеинју у епизоди „Бдење на Менхетну“. Враћа се у одељење у епизоди у „Ископане тајне“ у којој враћа хладан случај силовања и убиства из 1980-их да одељење истражи. У епизоди „Унутрашњи контрола“ петнаесте сезоне, капетан ОСЖ-а Доналд Крејген (Ден Флорек) обавештава детективку Оливију Бенсон (Мариска Харгитеј) да је Манч поднео папире за пензију, наводећи да је недавни случај (приказан у епизоди „Америчка трагедија“) га је "тешко погодила". У следећој епизоди, "Прича о земљи чуда", Крејген и екипа приређују Манчу испратницу у пензију на којој бивше и садашње колеге и чланови породице славе његову каријеру. На крају епизоде, Манч се враћа у полицијску испоставу да покупи своје ствари па су се он и Крејген руковали док је Крејген приметио: „Имао си добру трку, наредниче Манч.“ Манч се вратио након пензионисања да помогне својим колегама у на крају петнаесте сезоне у епизоди „Буђење пролећа (2. део)“ и у епизоди седамнаесте сезоне „Модни злочини“.
Манч се појавио у укупно десет серија на пет телевизија од дебија лика 1993. године. Осим у Убиствима и ОСЖ-у, Белзерова тумачења Манча била су и гостовања и укрштања, као и рад у главним поставама и поврацима. Када је отишао у пензију после 22 године појављивања на телевизији, Манч је био редован лик на америчкој телевизији дуже од маршала Мета Дилона (Мирис барута) и Фрејзера Крејна (Живели и Фрејзер), који су били на телевизији 20 година. Испред Манча је само лик Мариске Харгитеј Оливија Бенсон. Манчов повратак да помогне својим пријатељима у епизоди "Модни злочини" означава 23. годину у којој се лик појавио на телевизији у било ком својству.

## Напредак лика
Манч се први пут појавио као главнни лик у ТВ серији Одељења за убиства: Живот на улици као детектив Одељења за убиства у измишљеном Одељењу за убиства Балтиморске полиције која је почела са емитовањем 31. јануара 1993. године. Лик је првенствено заснован на Џеју Лендсмену, централној личности у књизи о истинитим злочинима Дејвида Сајмона из 1991. године Одељење за убиству: Година убистава на улици, документарном приказу операција Одељења за убиства током једне године. Међутим, Манчова прича се дотакла и приказа у књизи односа између детектива из стварног живота Доналда Вордена и Дејвида Брауна у којој је Ворден био немилосрдан у свом старатељству и подметању млађем детективу, али је такође искрено желео да он успе и био је задивљен када је млађи полицајац одлично радио. Прича у књизи о Брауновом решавању веома тешког убиства моторним возилом и бекства са места несреће екранизована је скоро дословно у пробну епизоду серије.
Бери Луинсон, један од твораца и извршни продуцент Убистава, рекао је да је Белзер био "лош глумац" током аудиције када је први пут прочитао текст из сценарија за епизоду "Више их нема", прву епизоду у серији. Луинсон је замолио Белзера да одвоји мало времена да поново прочита и увежба материјал, а затим се врати и поново га прочита. Током свог другог читања, Луинсон је рекао да је Белзер „и даље ужасан“, али да је глумац на крају нашао поверење у свој наступ.
Манч се појављивао као главни лик у свакој сезони и скоро у свакој епизоди Убистава. Када се Одељење за убиства: Живот на улици завршило после седме сезоне у мају 1999. године, лик је пребачен у универзум Ред и закон као главни лик у серији Ред и закон: Одељење за специјалне жртве (и Убиства и изворни Ред и закон су имали бројна укрштања раније, а Манч се налазио централно у сваком укрштању). Објашњено је да се Манч повукао из полицијске управе Балтимора, узео пензију као државни службеник Мериленда и преселио се у Њујорк да би се придружио Одељењу за специјалне жртве где је на крају добио унапређење у наредника.
Манч се придружио Одељењу за убиства балтиморског СУП-а 1983. године. Током премијере четврте сезоне Убистава, пријављује се за полагање испита за унапређење у нади да ће постати наредник, али га спречава „комедија грешака“. од појављивања на испиту. У првој епизоди девете сезоне серије Ред и закон: Одељење за специјалне жртве, откривено је да је положио испит за наредника њујоршке полиције пошто га је положио због опкладе у кафани и зарадио унапређење. У том призору се јасно види његов број значке: 0231. Привремено је унапређен у надређеног Одељења за специјалне жртве после Крејгеновог привременог премештаја, али је приказано како му сав срећан враћа контролу, износећи опаску током Крејгенов повратка: „Гадан овај посао“. Међутим, задржао је свој чин јер га у каснијим епизодама и даље називају наредником. Поново је привремено враћен на дужност када је Крејген удаљен са дужности пошто су детективи погрешно решили случај.
Манч се на кратко појавио у једној епизоди пете сезоне серије Жица. Манч је виђен у кафани како се свађа са шанкером око рачуна позивајући се на своје искуство вођења шанка (отворио је кафану Кафана на води у Убиствима). Појављује се и у епизоди „Необични осумњичени“, трећој епизоди пете сезоне серије Досије икс — епизода је смештена у 1989. годину када је Манч још био у полицији у Балтимору.

## Биографија лика
Иако његове године никада нису непосредно наведене у Убиствима, представљено је неколико трагова који указују на то. У епизоди „Молитва“, Манч говори о својим средњошколским годинама и гледа табло из 1961. У епизоди „Пуна парница“, Манч каже: „Одлазак у средњу школу није био дан на плажи за Јеврејина у пубертету 50-их година“. Пошто је први разред почео са шест година, а средњу школу завршио са 17 године у Мериленду у то време, вероватно је Манч рођен 1944. године, исте године када и Белзер. Манч је, међутим, описан као 48-годишњак у епизоди ОСЖ-а из 2000. "Чет". Да би имао 48 година у време када се ова епизода одиграла, Манч би се родио отприлике 1951. године, у зависности од тога када му пада рођендан. Такође је вредна пажње епизода седме сезоне Убистава у којој је текући сукоб између Манча и детектива Стјуарта Гартија (Питер Герети) кулминирао. Након сукоба у кафани "Кафана на води", Гарти пита Манча колико је имао година 1970. године, током Вијетнамског рата на шта Манч одговара „Осамнаест“, стављајући годину свог рођења отприлике 1951.
ОСЖ и Одељење за убиства говоре како је Манч одрастао на различитим местима. У Одељењу за убиства, он је родом из Мериленда и похађао је средњу школу у Пиксвилу који има велику јеврејску заједницу. Манч је рекао да је као мали имао много излета у Форт Мехенри, што би се вероватно догодило само да је живео у том подручју. У ОСЖ-у, међутим, Манч говори детективки Оливији Бенсон (Мариска Харгитеј) да је одрастао на "Доњој источној страни". Манч такође говори детективу Фину Тутуоли (Ајс Ти) да се „вратио из Балтимора“ кад му се четврти брак распао. У Одељењу за убиства каже да је похађао средњу школу Пиксвилу четири године. Његов деда је радио у конфекцији. Манч је са њим радио почетком 1960-их.
Манчово детињство није било срећно. Њега и његовог брата је физички злостављао њихов отац који је имао биполарни поремећај. Када је једне ноћи добио батине „због тога што је мудар“, Манч је рекао оцу да „мрзи своју храброст“. То је била последња ствар коју је икада рекао свом оцу пре него што је његов отац извршио самоубиство. Касније је Манч почео да верује да је смрт његовог оца била његова кривица. Манч има стрица Ендруа (Џери Луис), који пати од депресивне псеудодеменције. Елиот Стаблер (Кристофер Мелони) пронашао је Ендруа који живи како живи као бескућник на Менхетну, а потом га спојио са братанцем. Ендру је, међутим, лоше реаговао на своје антидепресиве што је изазвало манију која је довела до његове личне освете против осумњиченог силоватеља и убице кога је ОСЖ истраживао и на крају је убио човека тако што га је гурнуо под воз у метроу. Ендру је одбио да се брани еурачунљивошћу и да и даље пије лекове па се поздравио са братанцем пре него што је послат у затвор. У избрисаној сцени из треће сезоне Убистава, Манч помиње и Мелдрику Луису (Кларк Џонсон) и Тиму Бејлису (Кајл Секор) да има стрица који живи негде на северу, али није био сигуран шта је с њим – ово је вероватно Ендру. Манча је погодила смрт младе девојке која је живела у његовој близини када је био у пубертету јер се осећао кривим што није приметио да ју је мајка малтретирала због чега се на крају и убила, упркос томе што је девоку виђао сваки дан када је долазио из школе. У епизоди „Двадесет пет чинова“ 14. сезоне ОСЖ-а поменуто је да Манчова мајка живи у старачком дому.
Крајем '60-их и почетком '70-их, био је повремени извештач и музички рецензент за алтернативни часопис Новине. Иако је себе сматрао "опасним радикалом" због својих левичарских ставова, теорија завере и умешаности у просведе против рата у Вијетнаму, ФБИ је веровао да је он дилетант и да не представља никакву претњу.
Манчов ортак на почетку Убистава је Стенли Боландер (Нед Бити), искусни детектив са више од 20 година стажа. Њих двојица били су ортаци током прве три сезоне серије све док Боландер прво није удаљен са дужности, а потом отишао у пензију. Упркос огромној количини туге коју су њих двојица задавали један другом, Манч га поштује и сматра за драгог пријатеља.
У ОСЖ-у Манчу је прво био ортак Брајан Кесиди (Дин Винтерс), о коме мисли као о својеврсном млађем брату, наизменично му се подсмевајући и дајући (често упитне) савете о животу и женама. Када је Касиди напустио одељење 2000. Манчу је накратко ортакиња постала Моник Џефрис (Мишел Хрд), а када је и она напустила одељење, он је упарен са њеном заменом Одафином Тутуолом (Ајс Ти). Он и Тутуола су почели грубо, али су постепено почели да се свиђају и поштују један другог. Када је Манча ранио осумњичени током суђења, разговор који је водио са Тутуолом у болници показује поштовање које су ликови стекли један према другом. Када се Тутуола узрујао због тога што могући сведок не може да сведочи јер се поново надрогирао хероином, Манч помиње бившег ортака који је лично схватао случајеве и који је на крају извршио самоубиство због тога.
У Убиствима, заједно са Тимом Бејлисом (Кајл Секор) и Мелдриком Луисом (Кларк Џонсон), Манч је сувласник „Кафане на води“, кафане која се налази преко пута њихове полицијске испоставе у Балтимору. Ово се помиње у 5. сезони серије Жица, у 7. епизоди под називом "Отмица". Манч разговара са шанкером у Кавану док новинар Аугустус Хејнс (Кларк Џонсон) улази. Камера се окреће поред њега док изговара редове: „Родни, не можеш да притиснеш редовну за целу његову картицу. Једноставно није готово. Некада сам водио кафану, знам како ове ствари функционишу, сећаш се?"
Чак и током тешке рецесије крајем 2000-их, Манч говори о жељи да поново купи кафану у Њујорку.
У ОСЖ-у, Манч полаже испит за наредника због кафанске опкладе, пролази и бива унапређен у тај чин. Као наредника, звали су га да преузме контролу над одељењем у више наврата када је Крејген био разрешен дужности. Након догађаја у епизоди "Унутрашња контрола" у 15. сезони, Крејген обавештава Бенсонову да је Манч предао папире за пензију. Манч је званично отишао у пензију у епизоди „Прича о Земљи чуда“ у којој је приказана његова испратница на којој је он у белом оделу док се његови пријатељи опраштају од њега (најављено је да ће постати посебни истражитељ тужилаштва). Тутуола му поклања поклон од екипе, кутијицу која садржи све значке које је носио као полицајац и у Балтимору и у Њујорку. Крајем епизоде, Манч је био за својим столом у одељењу и спремао своје личне ствари у кутију. Имао је кратак бљесак из прошлости из епизоде "Више их нема", премијерне епизоде Убистава, у којој је седео за својим столом да би прегледао гомилу слика. Звони телефон, а он се јавља „Убиства, мислим ОСЖ“ и затим ставља позиваоца на чекање и одлази са својом кутијом.
Манч се касније враћа у ОСЖ да помогне Амару да буде пуштен из затвора и понуди неке савете након што је ухапшен због напада на педофила.
Манч се враћа последњи пут да помогне ОСЖ-у да истражи фотографа који је силовао младу манекенку и многе друге у последњих дванаест година. Када се случај завршио, касније је чувао Бенсониног сина Ноу. Пре него што је отишао, Манч и Бенсонова су приметили да има толико ствари у животу које су важније од ОСЖ-а и растали су се у добрим односима.

### Списак задужења
- Детектив, Полицијска управа Балтимора за убиства (1983−5. мај 1995)
- Старији детектив, Одељење за убиства полиције полиције Балтимора (20. октобар 1995.–21. мај 1999.)
- Старији детектив, 16. испостава СУП-а (Одељење за специјалне жртве) (20. септембар 1999.–22. мај 2007.)
- Наредник, 16. испостава СУП-а (Одељење за специјалне жртве) (25. септембар 2007.−16. октобар 2013.)
- Посебни истражитељ, Окружно тужилаштво Њујорка (16. октобар 2013.–данас)

#### Привремени задаци
- Вршилац дужности команданта, 16. станица НИПД (Одељење за специјалне жртве) (25. септембар 2007.)
- Вршилац дужности команданта, 16. станица НИПД (Одељење за специјалне жртве) (11. новембар 2009.)
- Наредник, Одељење за хладне случајеве СУП-а (31. октобар 2012–13. фебруар 2013)

### Чинови
- службеник
- детектив (полиција Балтимора)
- детектив 1. разреда (СУП Њујорка)[31]
- Наредник СУП-а[7]
- Посебни истражитељ окружног тужиоца (Тужилаштво Њујорка)[7]

### Ортаци
Одељење за убиства: Живот на улици
- Детектив Стенли Боландер (Нед Бити) (31. јануар 1993−5. мај 1995)
- Детективка Меган Расерт (Изабела Хофман) (5. јануар 1996−17. мај 1996)
- Детектив Мајк Келерман (Рид Дајмонд)
- Детектив Тим Бејлис (Кајл Секор)

Ред и закон: Одељење за специјалне жртве
- Детектив 3. разреда Кен Бриско (Крис Орбак)
- Детектив 3. разреда Брајан Кесиди (Дин Винтерс) (20. септембар 1999.−4. фебруар 2000.)
- Детективка 3. разреда Моник Џефрис (Мишел Хрд) (11. фебруар 2000−20. октобар 2000)
- Детектив 2. па 1. разреда Одафин "Фин" Тутуола (Ајс Ти) (20. октобар 2000.−22. мај 2007.)

### Награде и одликовања
Следе ордени и награде за заслуге које носи детектив СУП-а Манч како је приказано у епизоди "Наизменично".
|  | Орден америчке заставе             |
|  | Орден Светског трговинског центра  |
|  | Награда за изузетан допринос СУП-у |
|  | Орден за изузетно коришћење оружја |

## Карактеристике
Манч је Јеврејин, али је једном изнео опаску да је једино што он и јудаизам имају заједничко то што „не воли да ради суботом“. Он указује да је упознат са јеврејским молитвама и на крају изговара молитву на крају истоимене епизоде серије Одељење за убиства: Живот на улици у знак сећања на јеврејску жртву убиства. Упознат је са уобичајеним речима и фразама на јеврејском. Манч комуницира са побожним јеврејским сведоком, користећи једну реч на јеврејском, фарштејн („разумети“), и позивајући се на дванаест израелских племена из Библије. Човек примећује да Манч мора да је Јеврејин и сходно томе пристаје да му помогне да изађе из братске везе. Након интеракције, Манч узвраћа тако што му нуди превоз до насеља Ривердејл у Бронксу. За своју етничку припадност наводи да је Румун.
Има млађег брата по имену Берни који је власник погребног предузећа. Он се у једном тренутку нашалио да му повремено „набаци неки посао“. Споменуо је још једног брата који се бави пословима са гипсом. Његов брат Дејвид је присуствовао његовој испратници. Његов брат од стрица Ли ради као његов рачуновођа — и рачуновођа кафане "Кафана на води" — кад живи у Балтимору.
Манч је описан као тврдоглав човек који може да "нањуши заверу на штанду са лимунадом петогодишњака". Манч се често може видети како својим сарадницима држи предавања о разним теоријама завере које сматра очигледним истинама. У првој епизоди ОСЖ-а говори о наводном владином заташкавању убиства Џона Ф. Кенедија. Међутим, изгледа да Манч не верује у све теорије завере. У епизоди „Необични осумњичени“ серије Досије икс  — унакрсној епизоди са Убиствима — Манч одбацује тврдње Усамљених револвераша о владиној завери да се становници Балтимора изложе халуциногеном плину.
На почетку Убистава био је два пута разведен, али је до седме сезоне имао укупно три бивше жене све док се није оженио шанкерком Кафане на води Били Лу Хетфилд (Елен Мекелдаф). Пре него што је напустио Балтимор, Манч се развео од Били Лу пошто је након мање од једног дана брака открио да је имала прељубу са чланом његове полицијске испоставе. У једној епизоди, полицијски психијатар примећује да, упркос свом цинизму у вези са браком, Манч и даље верује у праву љубав и боли га чињеница да је није пронашао.
Једном је изјавио да су он и његова прва жена Гвен имали секс једном након развода. Њено прво појављивање на екрану је у епизоди серије Одељење за убиства "Све је сјајно" у којој ју је глумила Керол Кејн. Гвен се појављује у кафани "Кафана на води" да обавести Манча да јој је мајка умрла. Док су се њих двоје сустизали, он је пристао да организује сахрану своје таште упркос чињеници да га је бивша ташта мрзела и чинила све што је у њеној моћи да поремети ћеркин брак са њим. Пред крај епизоде, Манч изводи дирљив говор својој покојној ташти у једном од ретких пута када му је цинична фасада исклизнула. Кејнова се следећи пут појавила као Гвен у епизоди "Зебре" на крају 10. сезоне ОСЖ-а и приказано је како пати од параноидна шизофренија. Док је радио са Ленијем Бриском (Џери Орбак) у четвртој сезони Убистава, у унакрсној епизоди „За Бога и државу“ са серијом Ред и закон, Манч тешко губи од Бриска у билијару и сазнаје да је Бриско накратко излазио и имао секс са Гвен. Избезумљен, он се напио и изјавио да опрашта Гвен и да је још увек воли. Упркос томе, он и Бриско постају прилично добри пријатељи — њихова интеракција у два следећа укрштања између Убистава и серије Ред и закон као и у укрштању између серије Ред и закон и ОСЖ-а, је уопште пријатељски настројен (Белзер је првобитно рекао Дику Волфу да се Манч пређе у Ред и закон као Брисков нови ортак, али је ту улогу већ попунио Ед Грин којег је играо Џеси Л. Мартин).
Иако се Манч никада не може оптужити да је осећајн, његова цинична фасада је повремено склизнула, откривајући дубоко саосећање – посебно према деци – рођено из његовог несрећног детињства. Када је Манч остао неповређен после пуцњаве из заседе током треће сезоне Убистава у којој су тројица његових колега остала у болници, он је покушао да се насмеје, али касније се расплакао. У другој сезони ОСЖ-а, након решавања случаја са насилном мајком због које је ћерка исте пала у кому, Манч говори Бенсоновој да је када је био у средњој школи један од његових суседа убио своју ћерку и да се годинама осећао кривим што није препознао да је девојчици потребна помоћ.
Манч чврсто верује у права појединаца и повремено открива да је нешто што мора да уради у складу са својим дужностима противно његовом осећању скрупула. Посебно узнемирујуће искуство за њега било је то да болесницима на дијализи одбија пресађивање бубрега.
У епизоди "Закон и неред" треће сезоне Убистава, детектив Тим Бејлис сумњичи Манча да је убио Гордона Прата (Стив Бушеми), осумњиченог за рањавање три детектива за убиства, међу којима је био и Манчов ортак детектив Стенли Боландер. Манч је имао побуду, прилику, непотврђено покриће и никада заправо није порицао да је убио Прата, али Бејлис одбија да даље испитује Манча или да испита његово службено оружје како би утврдио да ли је недавно из њега пуцано. Он затвара случај и обавештава свог командира смене да нема довољно доказа да би било кога оптужио.
Манч течно говори француски. Такође уме да разговара на руском, хебрејском, јеврејском, шпанском, грчком и мађарском.

## Умањена улога
У вестима из 2007. примећује се да је лик Манча „полако нестао из заплета [ОСЖ-а]“ и цитиран је Белзер који је рекао „[то] ми је загонетно“, при чему је признао да су његова осећања „мало повређена“. Након девете сезоне, у којој се Манч појавио у нешто више од половине епизода, Белзер је поновио своје чуђење у вези са развојем догађаја, али је такође изгледа желео да га ублажи: „То је као да извучем крајнике из поклоњеног коња ако се жалим превише. Имао сам среће током година [...] c'est la vie: не умирем од глади."

## Недоследност
Иако Убиства и Ред и закон: ОСЖ званично деле исту доследност, они пружају супротстављене приказе Манчовог детињства, а ОСЖ ретко помиње Манчову прошлост као детектива из Балтимора. Четири члана главне поставе Убистава ( Петер Герети, Кали Торн, Мајкл Мишел, Андре Брауер) и два епизодне поставе (Клејтон Лебуф, Жељко Иванек), чији су ликови редовно комуницирали са Манчом у тој серији, појавили су се као други, неповезани ликови у ОСЖ-у, понекад су делили кадрове са Манчом. У Брауеровом првом појављивању у ОСЖ-у, када се појавио као заступник Бајард Елис, међутим, постоји имплицитно показивање према заједничкој доследности између серија када Манч поздравља Брауеров лик као да га познаје. „Постоји трачак [препознавања]“, како је Брауер описао састанак.
Постојала су три конкретна примера доследности између две серије, а сви су се односили на Манчов лични живот. Један је Манчов споразумни развод од Гвен која се појављивала у епизодама Убистава и ОСЖ-а. Филм Убиство приказује Манчов привремени повратак да помогне Одељењу за убиства Балтимора када је убијен његов пријатељ и шеф из балтиморског СУП-а – бивши поручник СУП-а Ал Ђарделло, уз дијалог који потврђује да је Манч тренутно распоређен у Одељењу за специјалне жртве у Њујорку. Ове две серије укрстиле су се због Манчовог одласка у пензију када је на његовој испратници из ОСЖ-а присуствовао детектив за Одељења за убиства балтиморског СУП-а Мелдрик Луис (Кларк Џонсон) и две бивше Манчове госпође Гвен и Били Лу Хатфилд (Елен Мекелдаф) које су представљене као ликови у Убиствима.

## Појављивања и унакрсна појављивања
Лик се појављивао преко 20 година и 23 сезоне на телевизији. Заједно са својим главним наступима у Убиствима и ОСЖ-у, Манч се такође појавио као лик и у другим ТВ серијама, филмовима, емисијама, албумима и стриповима:
- Убиство: Живот на улици — 119 од 122 епизоде у серији
- Ред и закон: Одељење за специјалне жртве — 241 од 324 епизоде у серији
- Филм Убиство
- Ред и закон — четири епизоде: „Љупки град“, „Мала, то си ти“, „Споредан расплет“ и „Право“
- Заустављен развој — једна епизода: „Излазна стратегија“
- Досије Икс — једна епизода: „Необични осумњичени“
- Победа — једна епизода: „Кажу да ти је рођендан“
- Ред и закон: Суђење пред поротом — једна епизода: „Костур“
- Доушници — једна епизода: „Отмица“
- Амерички тата — једна епизода: „Најближа родбина“, детектив Манч се појављује на крају епизоде да регрутује Стива да му се придружи као детектив након што је био задивљен његовим детективским радом у куглани.
- 30 Рок — две епизоде: „Какво изненађење“, ликови гледају епизоду ОСЖ-а са написаним дијалозима и акцијском снимљеном специјално за 30 Рок. Ричард Белзер се такође појављује као глумац који игра Манча у епизоди "Последњи ручак", првом делу последње епизоде серије 30 Рок када Џена Марони (Џејн Краковски) добија гостујућу улогу у ОСЖ-у као леш.
- Џими Кимел уживо! — једна епизода: 7. октобар 2009. Ричард Белзер је гостовао, а затим радио импровизовану сцену као Манч са Кимелом и Џоелом Мекхејлом.[45]
- Несаломљива Кими Шмит — једна епизода: „Кими иде код лекара!“, ликови гледају измишљену епизоду серије „Ред и закон“ на својој телевизији.[46]
- Мапет шоу варијанта Манча појавила се у скечу Улице Сезам "Ред и закон: Одељење за специјална писма" где га је тумачио Дејвид Радмен.
- Манч се појављује на кратко на албуму Пола Шафера из 1993. Најопаснија журка на свету.
- Уметничка варијанта Манча појављује се у стрипу из 2016. Спајдермен/Дедпул #6.[47]
- Манча помиње главни инспектор Џон Лутер као везу са ОСЖ-ом њујоршког СУП-а у 5. епизоди британске криминалистичке драме Лутер. ДГИ Лутера игра Идрис Елба који је играо Стринџера Бела у ХБО-овој драми Доушници у којој се Манч раније појавио.
- У епизоди подкаста Квалитетно време из 2021. Манч је приказан у импровизованој сцени из Убистава од стране госта епизоде Тома Мајерса.[48]

Манч је постао једини измишљени лик ког је играо само један глумац који се физички појавио у 10 различитих телевизијских серија. Ове серије су биле на пет различитих телевизија: НБЦ (Одељење за убиства: Живот на улици, Ред и закон, Ред и закон: Одељење за специјалне жртве, Ред и закон: Суђење пред поротом и 30 Рок), Фокс (Досије икс и Заустављен развој), УПН (Победа), ХБО (Доушници) и АБЦ (Џими Кимел уживо!). Манч је био један од ретких телевизијских ликова који су укрштали жанрове, појављујући се не само у криминалистичким драмским серијама, већ и у ситкому (Заустављен развој), анимираном ситкому за одрасле (Амерички тата), комедији касно у ноћ (Џими Кимел уживо!) и хорор и научној фантастици (Досије икс).